# The Hart & Lorne Terrific Hour
The Hart & Lorne Terrific Hour était une émission de variétés canadienne diffusée sur CBC en 1970 et 1971.
L'émission était animé par Lorne Michaels et Hart Pomerantz. Dan Aykroyd et Victor Garber y participaient également. Elle consistait en un mélange entre sketchs comiques et invités musicaux, à la manière de Saturday Night Live, également animé par Michaels.